# عبدالرحیم عبدالرحمن
عبدالرحیم عبدالرحمن (انگلیسی: Abduraheem Abdurahman؛ زادهٔ ۲۴ اکتبر ۱۹۹۴) بازیکن فوتبال اهل امارات متحده عربی است.